# تژسوف، سیلزی
چسو، وئیودشیپ لور سیلسین (به لاتین: Trzęsów, Lower Silesian Voivodeship) یک روستای لهستان در لهستان است که در Gmina Grębocice واقع شده‌است.